# Command & Conquer
Це стаття про серію відеоігор. Про першу гру серії див.  Command & Conquer: Tiberian Dawn 
Command & Conquer (скорочується до C&C; укр. Командуй та завойовуй) — серія успішних стратегічних відеоігор, що розроблялася компанією Westwood Studios (1984–2003), яка була поглинена корпорацією Electronic Arts в 1998. Складається з трьох підсерій, куди об'єднані ігри, події яких відбуваються в спільних вигаданих усесвітах.
Початково розробкою серії займалася компанія Wastwood Studios, яку в 2003 році Electronic Arts ліквідувала і включила до складу дочірньої компанії EA Los Angeles, яка відтоді і займається розробкою ігор під маркою Command & Conquer. Лише один співробітник ліквідованої Westwood Studios залишився в EA, це Льюїс Кастл (співзасновник Westwood Studios), а велика частина, не побажавши переїжджати в Лос-Анджелес, залишилася в Лас-Вегасі, після того, як покинула EA, заснувала власну студію Petroglyph.
Передувала серії гра Dune II, яка поклала свій внесок у розвиток ідей при створенні серії (збір ресурсів, будівництво бази без участі спецюнітів).

## Тиберієва серія
| 1995 | Command & Conquer                                      |
| 1996 | Command & Conquer: Red Alert                           |
| 1997 | Command & Conquer: Red Alert – Counterstrike           |
| 1997 | Command & Conquer: Red Alert – The Aftermath           |
| 1997 | Command & Conquer: Sole Survivor                       |
| 1998 | Command & Conquer: Red Alert – Retaliation             |
| 1999 | Command & Conquer: Tiberian Sun                        |
| 2000 | Command & Conquer: Tiberian Sun – Firestorm            |
| 2000 | Command & Conquer: Red Alert 2                         |
| 2001 | Command & Conquer: Yuri's Revenge                      |
| 2002 | Command & Conquer: Renegade                            |
| 2003 | Command & Conquer: Generals                            |
| 2003 | Command & Conquer: Generals – Zero Hour                |
| 2004 |                                                        |
| 2005 |                                                        |
| 2006 | Command & Conquer: The First Decade                    |

Command & Conquer 3 (2007)

| 2007 | Command & Conquer 3: Tiberium Wars                     |
| 2008 | Command & Conquer 3: Kane's Wrath                      |
| 2008 | Command & Conquer: Red Alert 3                         |
| 2009 | Command & Conquer: Red Alert 3 – Uprising              |
| 2009 | Command & Conquer: Red Alert 3 – Commander's Challenge |
| 2010 | Command & Conquer 4: Tiberian Twilight                 |
| 2011 |                                                        |
| 2012 | Command & Conquer: Tiberium Alliances                  |
| 2012 | Command & Conquer: The Ultimate Collection             |
| 2013 |                                                        |
| 2014 |                                                        |
| 2015 |                                                        |
| 2016 |                                                        |
| 2017 |                                                        |
| 2018 | Command & Conquer: Rivals                              |
| 2019 |                                                        |
| 2020 | Command & Conquer Remastered Collection                |

Тиберієва серія обертається навколо розповсюдження та впливу на Землю і людство тиберію — екзотичного мінералу, який має здатність витягати корисні копалини з земної товщі і розкидати їх по поверхні планети у вигляді кристалів, які легко збирати і потім використовувати. У той же час тиберій володіє підвищеною токсичністю і мутагенністю. Як з'ясовується в третій частині серії, він був спеціально занесений іншопланетянами з метою подальшого збирання.
Поширення тиберію стає не лише екологічною, а й політичною проблемою. Впродовж всієї серії відбувається протистояння між альянсом GDI (Global Defense Initiative, Глобальна Оборонна Ініціатива) та терористичною організацією Братство NOD на чолі з Кейном, який вважає тиберій ключем до майбутньої еволюції людини.
Тиберієва серія містить численні біблійні алюзії. Так, ім'я Кейн англійською вимовляється так само, як Каїн, перший вбивця. За однією з версій назва Братства походить від землі Нод, куди був вигнаний Каїн. У Кейна в першій грі є помічник Сет (Seth, в Біблії Сиф — третій син Адама і Єви, брат Каїна, також Сет — в єгипетській міфології бог пустелі, темряви, вбивця Осіріса), місце якого пізніше займає гравець. Генерал Соломон, глава GDI, носить ім'я єрусалимського царя Соломона, втілення справедливості та мудрості.

Command & Conquer (1995)

Command & Conquer (1995) (неофіційна назва Tiberian Dawn, «Світанок Тиберію») — перша гра в серії, вона розповідає про початок конфлікту. У той час, як GDI (англ. Global Defense Initiative, Глобальна Оборонна Ініціатива) займаються дослідженням властивостей тиберію з метою використання його в мирних цілях і зниження його негативного впливу на людей та екосистеми, терористична організація «Братство NOD» сприймають тиберій як символ нової епохи. NOD розробляють нові види зброї на базі тиберію, а їхній лідер на ім'я Кейн (англ. Kane) будує плани щодо перетворення планети в екосистему, засновану на Тиберії.
Попри дещо примітивний геймплей (гравець діє переважно кількістю, а не тактикою), гра завоювала величезну популярність, ставши культовою, і разом з другою так само знаменною грою — Warcraft II — багато в чому визначила вигляд стратегій реального часу на кілька років вперед. Це відбулося завдяки простому і інтуїтивно зрозумілому управлінню (можливість виділяти будь-яку кількість юнітів, будівництво через бічну панель, не відволікаючись від дії) і пропрацьованій атмосфері, не останню роль у створенні якої зіграли якісні відеоролики з живими акторами і саундтрек, написаний Френком Клепакі.
Command & Conquer: Sole Survivor (1997) — побічна багатокористувацька гра у світі оригінальної гри (Tiberian Dawn). Вона була погано прийнята гравцями і критиками. Гра проходила за типом deathmatch: гравець контролював одного персонажа і досліджував карту, підбираючи бонуси, які підвищують вогневу міць обраної бойової одиниці, збільшують його захисні можливості, швидкість і дальність огляду. Як і в попередніх частинах серії, в Sole Survivor присутній дисбаланс: танк «Мамонт» був сильніший за інші бойові одиниці, і вибір іншого альтер-его був безглуздим, що і визначило настільки холодний прийом.

Command & Conquer: Tiberian Sun (1999)

Command & Conquer: Tiberian Sun (1999) — пряме продовження Tiberian Dawn. В NOD триває міжусобиця між різними лідерами, але Кейн відкриває світові що він живий, і, об'єднавши Братство за допомогою вірного йому командира Антона Славіка, починає Другу тіберіумну війну. Сюжет обертається навколо загадкового начебто інопланетного артефакта під назвою Тацит, що містить величезні обсяги інформації про тиберіум, і будівництва ракети, здатної заразити тиберіумом весь світ. В цій грі на сцену виходять «Забуті», раса людей, мутованих під впливом Тиберію. З обох сторін з'являються футуристичні технології як лазерна зброя чи підземні машини.
- Command & Conquer: Tiberian Sun Firestorm (2000) — пакет додаткових місій, які оповідають про повстання розумного комп'ютера CABAL, розробленого вченими NOD. Його метою є наближення тиберієвого майбутнього за допомогою кіборгів, створених із захоплених у полон людей.

Command & Conquer: Renegade (2002) — випущена незабаром після виходу гри Red Alert 2, Renegade стала першим і поки єдиним шутером від першої особи в рамках серії. Персонажі і будови нагадують Tiberian Dawn, сюжет також частково слідує сюжету цієї гри. Гравець повинен найчастіше діяти в команді, а не керувати, як зазвичай, арміями. На відміну від інших ігор, відеоролики в Renegade зроблено на основі 3D моделей, а не знято наживо.
Command & Conquer 3: Tiberium Wars (2007) — дія відбувається через 17 років після Tiberian Sun. Все людство опинилося в небезпеці — тиберій поширився майже по всій планеті. Залишилося декілька придатних для життя зон, інші зони частково, або повністю покриті тиберієм. NOD поводиться досить тихо, і це насторожує деяких генералів, але заспокоює політиків. Під час з'їзду лідерів GDI на орбітальній станції «Філадельфія» NOD збиває станцію ядерною ракетою і починає масовий напад на останні міста GDI. Тоді ж себе показує відроджений Кейн, який готується зустріти «гостей» з космосу.
- Command & Conquer 3: Kane's Wrath (2008) — доповнення, сюжетна кампанія якого охоплює різні періоди з кінця Tiberian Sun і до кількох років після Tiberium Wars. Гравець виступає в ролі штучного інтелекту Братства NOD. Кампанія розділена на акти, в ході яких роз'яснюються деякі аспекти попередніх ігор і розкривається, що сталося після поразки NOD в Tiberium Wars. Кожна з протиборчих сторін отримала підфракції, що спеціалізуються на певних тактиках, і «епічних» юнітів, що є вершиною розвитку технологій.

Command & Conquer 4: Tiberian Twilight (2010) — події починаються в 2062 році, через 15 років після завершення Третьої тіберієвої війни, коли чужопланетяни скріни зазнали поразки, і через 10 років після заключних подій Command & Conquer 3: Kane's Wrath, де Кейн відновив володіння Тацитом. У цей час тиберій поширився по всій Землі і якщо ці темпи збережуться, то ціла планета стане непридатною для життя в 2068. Під час цієї кризи, лідер Братства NOD вирушає прямо до штабу GDI разом з Тацитом для побудови Мережі Контролю тиберію, яка дозволила б керувати поширенням мінералу, перетворивши його в недороге джерело енергії. Сама кампанія починається через 15 років після формування союзу між цими двома фракціями, оскільки будівництво мережі наближається до кінця. Однак, екстремісти з обох фракцій починають Четверту тиберієву війну і кладуть кінець союзу. Tiberian Twilight закінчила історію Кейна, детальніше показуючи його сутність і мотиви, хоча й не прояснюючи їх остаточно.
Command & Conquer: Tiberium Alliances (2012) — браузерна багатокористувацька стратегія з елементами MMO. Сюжет розгортається між Command & Conquer 3: Kane's Wrath і Command & Conquer 4 та обертається навколо артефакта Тацита, який викрали мутанти «Забуті». За володіння ним борються Братство NOD та GDI.
Command & Conquer: Rivals (2018) — мобільна багатокористувацька стратегія, присвячена боротьбі Братства NOD та GDI за ядерні ракети в невказаному часовому проміжку. Початково зустрінена з різким осудом спільнотою фанатів Command & Conquer, після виходу здобула високі оцінки критиків та гравців.
Command & Conquer Remastered Collection (2020) — ремастер гри 1995 року, виданий 5 червня 2020 року. Вирізняється якіснішими текстурами та спрайтами, переробленим штучним інтелектом і багатокористувацьким режимом, перезаписаною музикою та реставрованими відеовставками.
Command & Conquer: Legions (2024) — стратегічна гра для мобільних пристроїв.

## Серія Red Alert

Red Alert (1996)

Red Alert 2 (2000)

Red Alert 3 (2008)

Серія Red Alert показує альтернативну історію, що бере початок в 1950-х. Для всіх ігор серії провідною темою є агресія СРСР у спробі завоювання світу — власне «червона загроза» (Red Alert). Вона замислювалася як передісторія до тиберієвої серії з посиланнями на неї. Наприклад, в першій грі радником Сталіна виступає Кейн. Однак, після виходу Command & Conquer: Red Alert 2 зв'язок між цими серіями став неясним. Шанувальники гри вважають, що все залежить від того, яка сторона перемагає в першій Red Alert. Якщо Радянський Союз, то продовженням слід вважати Command & Conquer, якщо ж Альянс, то Red Alert 2. Проте тільки в кампанії за США можна побачити пов'язані факти, тоді як радянська перемога призводить до запобігання часовій лінії Command & Conquer. Кінохроніка на телевізійному екрані за США натякає на формування «Глобальної оборонної ініціативи ООН». Але ідея Глобальної ініціативи не була реалізована ні в Red Alert 2, ні в продовженнях або доповнення.
Red Alert (1996) — за сюжетом Альберт Ейнштейн після серії дослідів, прикладом яких був Філадельфійський експеримент, в 1946 вирушає в 1920-і, де вбиває Адольфа Гітлера, щоб запобігти Другій світовій війні. Однак, ніким не стримуваний Йосип Сталін, під впливом агентів Братства Нод, у 1950-х сам розпочинає війну. Його головним противником стають США і країни Західної Європи.
- Counterstrike (1997) — доповнення, що надає нові місії, відокремлені від оригінальних кампаній, та війська.
- The Aftermath (1997) — додає нові війська та місії.

Red Alert 2 (2000) — продовження Red Alert, де Радянський Союз після поразки в попередній грі вторгається в Сполучені Штати. Поставлений американяцями маріонетковий правитель Олександр Романов, використовуючи телепатичні здібності свого радника Юрія, в 1972 нападає на атлантичне узбережжя Сполучених штатів і починає Третю світову війну.
- Red Alert 2: Yuri's Revenge (2001) — Юрій зраджує Радянський Союз і робить спробу отримати владу над усім світом за допомогою психічної зброї. Цього разу замість того, щоб боротися проти Рад або Альянсу, гравець воює проти Юрія. Для цього доводеться скористатися машиною часу Ейнштейна, щоб повернутися до того часу, коли Юрій ще не був такий сильний. На відміну від попередньої гри серії, Red Alert 2 не містить жодних посилань на тиберієву серію, даючи підстави вважати, що серія Red Alert відхиляється від Tiberian Dawn.

Red Alert 3 (2008) — після поразки в Третій світовій війні Радянський Союз на межі розпаду. Віце-прем'єр Черденко і генерал Крюков, скориставшись розробленою СРСР машиною часу, вирушають з 1986 в минуле і вбивають Альберта Ейнштейна, який забезпечив технологічну перевагу Альянсу. Повернувшись свого часу, вони опиняються у «виправленій» історії, де війна все ще триває і перемога СРСР близька. Але історія змінилася не лише в цьому, виникла агресивна Японська імперія, що починає широкомасштабний наступ на Радянський Союз.
Command & Conquer: Red Alert 3 — Uprising (2009) — доповнення до Red Alert 3, яке додає три нові кампанії за кожну зі сторін та четверту, де головним персонажем виступає японська спецагентка Юріко з паранормальними здібностями.
Westwood також випустила диски з музикою з ігор Red Alert. Диски продаються окремо від гри, а також поставлялися в складі колекційних видань ігор.

## Generals

Command & Conquer: Generals (2003)

Command & Conquer: Generals (2003) за сюжетом не має ніякого стосунку до попередніх ігор серії. Крім того, на відміну від попередніх ігор під маркою C & C, Generals і пакет додаткових місій Zero Hour були розроблені студією EA Los Angeles, утвореної з залишків колективу компанії Westwood Studios, коли EA закрила студію Westwood в Лас-Вегасі. В Generals події відбуваються в 2013, де війну між собою ведуть три абсолютно різні за застосовуваним озброєнь угруповання: США з їх високотехнологічним озброєнням, Китай з його потужним наступальним озброєнням і слабкою обороною і GLA (Global Liberation Army, Глобальна визвольна армія) — терористична організація з саморобною зброєю і тактикою партизанської війни.
У грі використаний рушій SAGE, на якому працювала C&C Renegade. Це була перша повністю тривимірна стратегія у серії Command & Conquer. Крім того, це перша в історії бренду C & C, яка не містить відеороликів, що розповідають про розвиток сюжету, а також не має традиційного інтерфейсу та ігрової механіки. У зв'язку з цим поширеною є думка, що лейбл C & C був використаний EA суто у комерційних цілях.
Generals: Zero Hour (2003) — доповнення, що розширює оригінальну гру, продовжуючи її кампанії та урізноманітнюючи багатокористувацькі сутички. Зокрема кожна сторона змогла вибрати собі одного з трьох генералів (не доступно в кампанії). Кожен з генералів має певну спеціальність і надає особливі бойові одиниці.

## Збірники
- Command & Conquer: Red Alert — The Domination Pack (1997)- C&C Red Alert, C&C: Red Alert — Counterstrike і C&C: Red Alert — The Aftermath.
- Command & Conquer: Worldwide Warfare (1998) — Command & Conquer, C&C — The Covert Operations, C&C Red Alert, C&C: Red Alert — Counterstrike і C&C: Red Alert — The Aftermath.
- Command & Conquer: Red Alert — The Arsenal (1998) — C&C: Red Alert — Counterstrike і C&C: Red Alert — The Aftermath.
- Command & Conquer: Theater of War Compilation (2001) — Command & Conquer, C&C: Tiberian Sun, C&C: Red Alert і C&C: Red Alert 2.
- Command & Conquer: Red Strike (2002) — C&C: Red Alert 2 and C&C: Red Alert 2 — Yuri's Revenge.
- The Command & Conquer Collection (2003) — C&C: Tiberian Sun, C&C: Tiberian Sun — Firestorm, C&C: Red Alert 2, C&C: Red Alert 2 — Yuri's Revenge і C&C: Renegade.
- Command & Conquer Generals: Deluxe Edition (2003) — C&C: Generals і C&C: Generals — Zero Hour.
- Command & Conquer: The First Decade (2006) — Command & Conquer, C&C — The Covert Operations, C&C: Red Alert, C&C: Red Alert — Counterstrike, C&C: Red Alert — The Aftermath, C&C: Tiberian Sun, C&C: Tiberian Sun — Firestorm, C&C: Red Alert 2, C&C: Red Alert 2 — Yuri's Revenge, C&C: Renegade, C&C: Generals і C&C: Generals — Zero Hour.
- The Command & Conquer Saga (2007) — всі ігри з C&C: The First Decade і C&C 3: Tiberium Wars.
- Command & Conquer 3: Limited Collection (2008) — C&C 3: Tiberium Wars і C&C 3: Kane's Wrath.
- Command & Conquer 3: Deluxe Edition (2008) — C&C 3: Tiberium Wars і C&C 3: Kane's Wrath. Випускався в Європі.
- Command & Conquer: The Ultimate Collection (2012) — Command & Conquer, C&C — The Covert Operations, C&C: Red Alert, C&C: Red Alert — Counterstrike, C&C: Red Alert — The Aftermath, C&C: Tiberian Sun, C&C: Tiberian Sun — Firestorm, C&C: Red Alert 2, C&C: Red Alert 2 — Yuri's Revenge, C&C: Renegade, C&C: Generals, C&C: Generals — Zero Hour, C&C 3: Tiberium Wars, C&C 3: Kane's Wrath, C&C: Red Alert 3, C&C: Red Alert 3 — Uprising і C&C 4: Tiberian Twilight.

«Класичні» ігри (C&C: Tiberian Sun, Firestorm, C&C: Tiberian Dawn і C&C: Red Alert) поширюються безкоштовно [Архівовано 14 лютого 2010 у Wayback Machine.].

## Супутня продукція
- «Command & Conquer: Tiberium Wars» (2007) — роман письменника Кіт де Кандідо, описує події, що відбуваються одночасно з грою Command & Conquer 3: Tiberium Wars[12].
- «Command & Conquer: The Motion Comic» (2010) — відеокомікс, приквел до Command & Conquer 4: Tiberian Twilight, розміщений на YouTube для вільного перегляду[13].

## Скасовані ігри серії
Command & Conquer: Renegade 2 — шутер від першої особи, який мав стати сполучною ланкою між підсеріями Red Alert і Тиберіумною, продовжуючи події Red Alert 2. В матеріалах розробки фігурували «Сміттярі», котрі стали основою Братства Нод. Шутер був скасований наприкінці 2003 року.
Command & Conquer: Continuum — MMORPG за Тиберіумним всесвітом. За сюжетом, після подій Firestorm, GDI заволоділи Тацитом і створили Атмосферні Процесори, які дозволили очистити світ від Тиберіуму. Грабельними фракціями було оголошено GDI, Нод, Мутантів, CABAL, і, пізніше, Скрінів. Гра була скасована в 2003 році.
Command & Conquer 3: Tiberian Incursion — гра, відома в час розробки також як Tiberian Twilight (цю назву потім отримала четверта частина). Сюжет, як і Continuum, пов'язував Red Alert з Тиберіумною підсерією. Так, Юрій фігурував як послідовник Братства Нод і поплічник Кейна. Планувалася як стратегія в реальному часі на рушієві SAGE 3D, і була скасована в 2003—2004 роках. Проте напрацювання були використані в Command & Conquer 3: Tiberium Wars (2007) і доповненні Kane's Wrath. Існує однойменна фантаська модифікація до Command & Conquer: Tiberian Sun.
Tiberium — шутер від першої особи для Xbox 360, PlayStation 3 і Microsoft Windows. Сюжет розгортався після Command & Conquer 3: Tiberium Wars, в 2058 році, коли Скріни вдруге напали на Землю. Ігровий процес передбачав командування загоном, а головним героєм виступав Рікардо Веґа, племінник генерала Нод Веґи. Гра була скасована у вересні 2008 року.
Command & Conquer: Arena — гра невідомого жанру, про яку відомо тільки за трейлером 2010 року. В ньому демонструвався бій юнітів Command & Conquer 3 в часи, коли справжні війни закінчилися.
Command & Conquer 2013 або Generals 2 — розроблювана Victory Games стратегія в реальному часі, що була анонсована на Spike TV Video Game Awards в 2011 році як продовження до Command & Conquer: Generals. Гра розроблялася на рушієві Frostbite 3 і мала вийти в 2013 році, проте після бета-тестування була скасована 29 жовтня 2013. Події розгорталися в 2023 році, коли терористи вбили глав більшості держав на з'їзді. В рамках всесвіту Generals також розроблялася Project Camacho — шутер від першої особи, скасований у 2009 році.